# Roca Redona (Herba-savina)
La Roca Redona és una prominència de 1.027,3 metres que es troba al municipi de la Conca de Dalt, a la comarca del Pallars Jussà, a l'antic terme d'Hortoneda de la Conca, en l'àmbit de l'antic poble d'Herba-savina. Està situada al sector de l'extrem sud-oriental del terme municipal, a llevant d'Herba-savina i a la dreta del riu de Carreu. És just a llevant de l'extrem meridional del Clot de Carabasser.